# Sigvard
Sigvard är ett mansnamn som använts sedan 1100-talet, men varianten Sigurd var länge vanligare.  Det är bildat av ord som betyder seger och väktare.
I och med att prins Sigvard Bernadotte föddes 1907 blev namnet populärt. Nuförtiden får dock få barn namnet.
31 december 2014 fanns det totalt 12 178 personer i Sverige med namnet Sigvard varav 1 212 med det som tilltalsnamn.
År 2014 fick 16 pojkar namnet som tilltalsnamn.
Namnsdag i Sverige: 25 februari. I den finlandssvenska namnsdagslängden har Sigvard namnsdag 25 september sedan starten 1929, då en egen namnsdagskalender togs i bruk för finlandssvenskar.

## Personer med namnet Sigvard
- Sigvard Berg, operasångare
- Sigvard Bernadotte (1907–2002), svensk formgivare, född prins och son till kung Gustaf VI Adolf
- Sigvard Eklund, kärnfysiker
- Sigge Ericsson (dopnamn Sigvard), skrinnare, bragdmedaljör 1955
- Sigvard Hammar, journalist
- Sigvard Jonsson, vann Vasaloppet 1956
- Sigvard Larsson, företagare och politiker (fp)
- Sigvard Marjasin, fackförbundsordförande och landshövding
- Sigvard Nilsson-Thurneman, mördare, ledare för Salaligan
- Sigge Parling (dopnamn Sigvard), fotbollsspelare, VM-silver 1958
- Sigvard Törnqvist, ryttare, skådespelare och kompositör
- Sigvard Wallbeck-Hallgren, sångare